# Bhuvaneshvari
Bhuvaneshvari (sanskrt भुवनेश्वरी, Bhuvaneśvarī; Bhuvaneshwari) oblik je hinduističke božice Adi Parashakti (Velika Božica, Velika Majka). Povezana je s Durgom, božicom-ratnicom. Kao inkarnacija vrhovne božice Šakti (ženska snaga svemira), Bhuvaneshvari je božanska majka i kraljica svjetova, za koju se vjeruje da sadrži u sebi cijeli svemir — sva su bića ukras njezinog bitka. Na taj je način povezana s božicom zvanom Tripura Sundari te je čak moćnija i od Trimurtija.
Njezin partner jest Lingaraj — inkarnacija velikog boga Šive.

## Etimologija
Ime ove božice složenica je riječi Bhuvana Iśwari = „božica svjetova/kraljica svemira”.

## Kult
Ova je božica štovana diljem Indije, ali ju najviše slave na jugu Indije, gdje je poštovanje prema Šakti snažnije.

## Poveznice
- Devi
- Mahavidya